# T-DMB

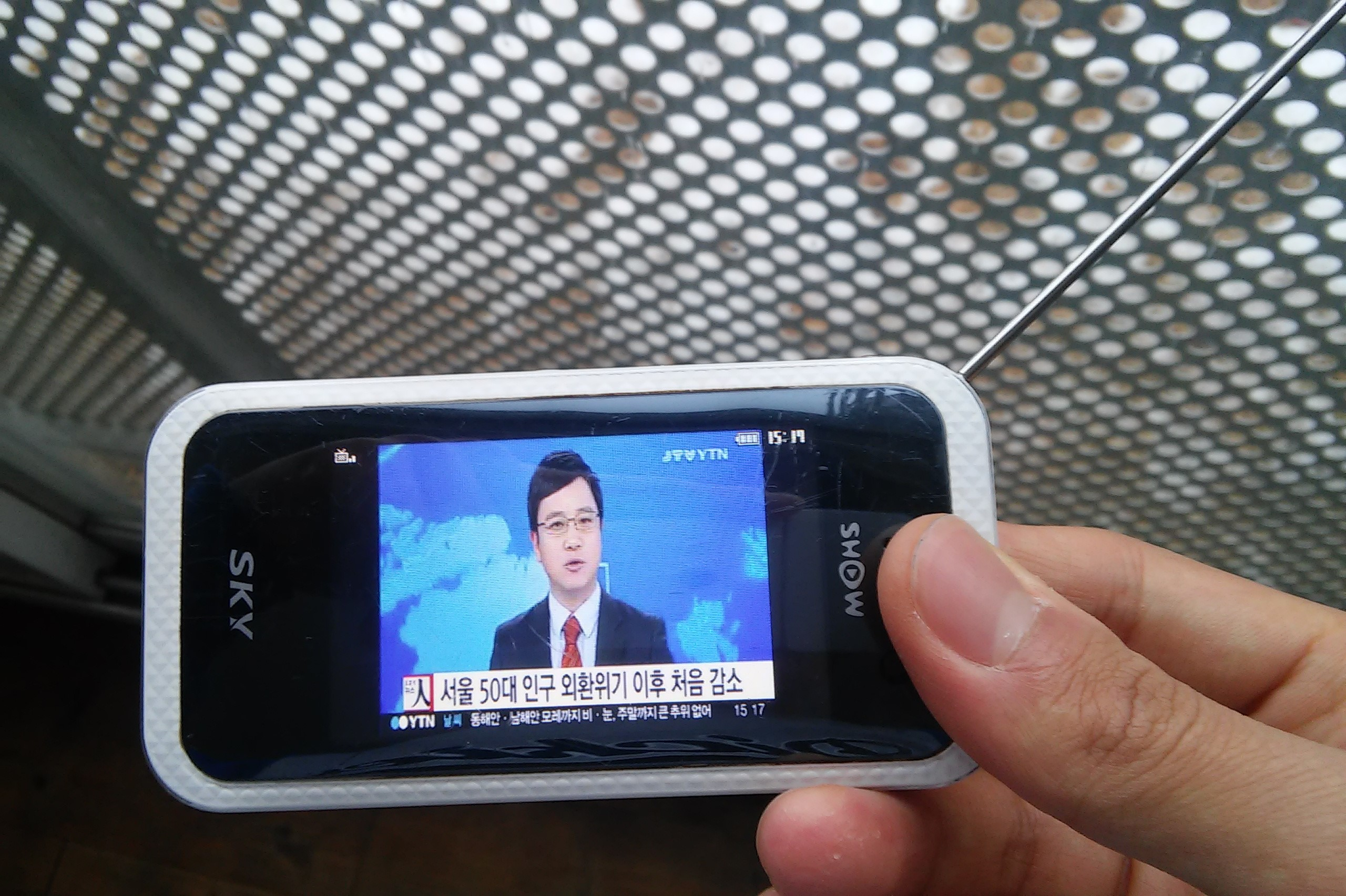
In Zuid-Korea kan men via DMB tv kijken op een mobiele telefoon.

T-DMB (Digital Multimedia Broadcasting) is een van DAB afgeleide techniek om multimedia (radio, televisie and datacasting) naar mobiele apparaten, zoals mobiele telefoons, te zenden. De techniek werd in Zuid-Korea ontwikkeld en vertoont gelijkenissen met DVB-H.
T-DMB gebruikt in tegenstelling tot S-DMB aardse zenders. Er wordt gezonden in VHF-band III (174-230 MHz), en in de UHF L-band (1452-1479 MHz).
In Nederland zijn op 11 februari 2009 vergunningen verleend aan Mobile TV Nederland BV en Call Max BV om T-DMB te zenden in respectievelijk band III en de L-band.